# Le Père (Maupassant, 1883)
Pour les articles homonymes, voir Le Père.
Le Père est une nouvelle de Guy de Maupassant, parue en 1883.

## Historique
Le Père est initialement publiée dans la revue Gil Blas du 20 novembre 1883, sous le pseudonyme de Maufrigneuse, puis dans le recueil Contes du jour et de la nuit en 1885.
Une nouvelle du même titre a été publiée en 1887 dans le Gil Blas, puis dans la seconde édition du recueil Clair de lune en 1888.

## Résumé
« Comme il habitait les Batignolles, étant employé au ministère de l’Instruction publique, il prenait chaque matin l’omnibus, pour se rendre à son bureau. »
François Tessier est un employé de ministère. Il prend tous les matins l’omnibus aux Batignolles pour se rendre au centre de Paris. Il y rencontre une employée de magasin qui fait le même trajet. Petits sourires, poignées de mains, quelques mots : cette demi-heure dans l’omnibus est le moment le « plus charmant » de sa journée. Un jour, elle accepte d’aller déjeuner avec lui un samedi à Maisons-Laffitte. Dans l'émotion de ce premier rendez-vous, elle se donne à lui dans une clairière.
Louise se sent coupable. Elle ne veut pas le revoir. François insiste et dit qu’il veut l’épouser. Elle revient et, pendant trois mois, ils sont amants. Mais il se lasse quand il apprend que Louise est enceinte et, un jour, il déménage sans laisser d’adresse. 
Quelques années plus tard, François est toujours vieux garçon et encore employé de ministère. Il économise sou après sou pour sa retraite. 
Un dimanche, au parc Monceau, il a un choc : il voit Louise avec un petit garçon de dix ans et une petite fille. Le garçon doit être de lui. Il la surveille et apprend qu’elle s’est mariée avec un homme qui a reconnu l’enfant. Il tente de prendre contact avec elle, mais elle refuse. De désespoir, il écrit à son mari, lui demande un entretien de dix minutes. Ce dernier accepte. Sur place, il n’émet qu'un seul souhait, embrasser une fois le garçon et disparaître.

## Éditions
- Le Père, dans Maupassant, Contes et Nouvelles, tome II, texte établi et annoté par Louis Forestier, éditions Gallimard, Bibliothèque de la Pléiade, 1974  (ISBN 978-2-07-010805-3).